# Fender Bass V

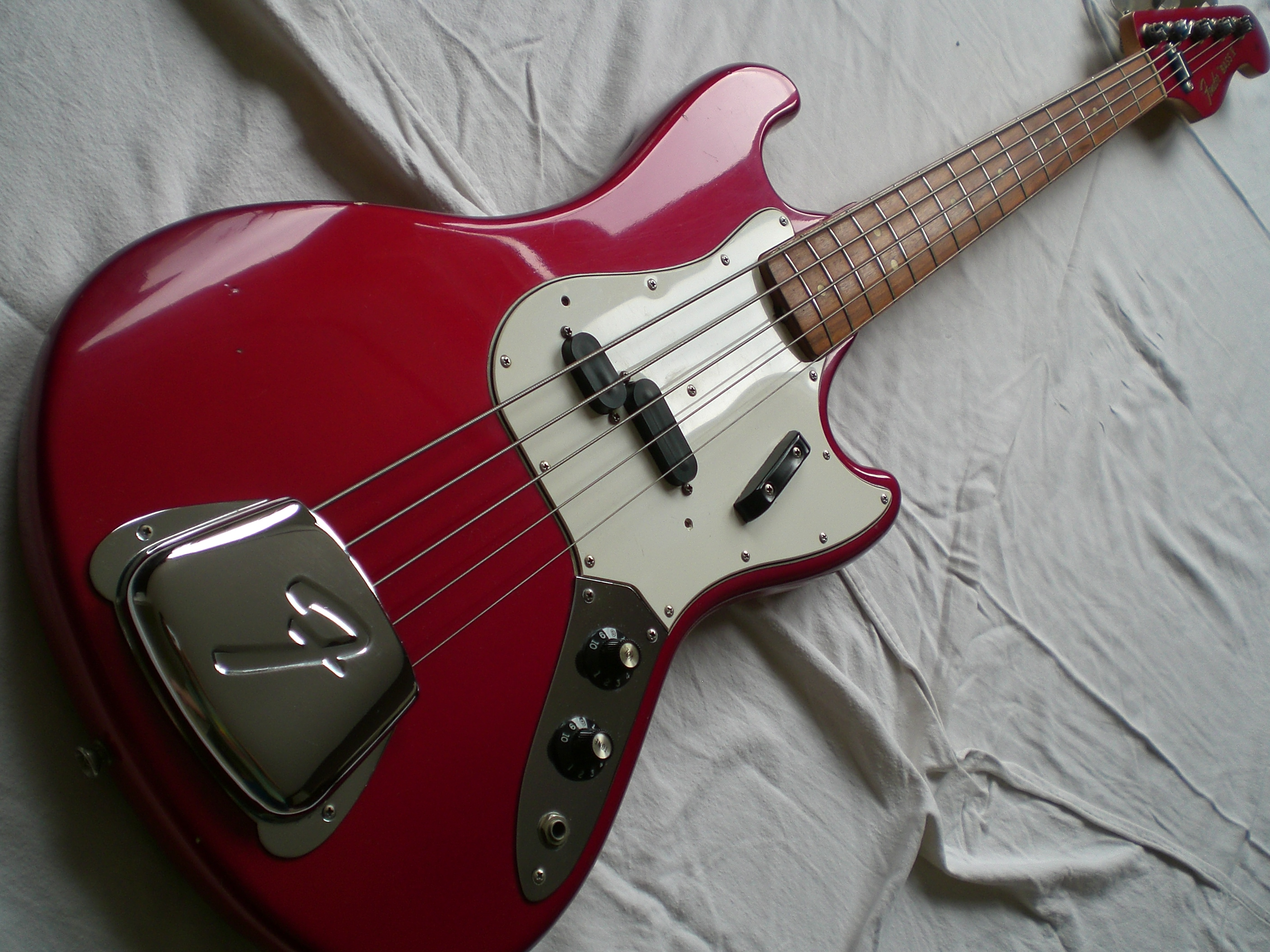
1965 Fender Bass V

O Fender Bass V é um contrabaixo elétrico produzido pela Fender entre 1965 e 1971. É reconhecido como o primeiro baixo elétrico de cinco cordas já produzido, ideia que posteriormente tornou-se popular na indústria de instrumentos musicais.